# KCC
Korfbalvereniging KCC is een korfbalvereniging uit Capelle aan den IJssel, in de Nederlandse provincie Zuid-Holland. De club is opgericht op 1 juli 1999 en is ontstaan uit een fusie van korfbalverenigingen CKV De Kapellen en AKV De Bermen (beiden opgericht in 1963).

## Tijdlijn
In het seizoen 2006/2007 promoveerde KCC in de zaal van de Overgangsklasse naar de Hoofdklasse. Op het veld speelde de ploeg al in de Hoofdklasse.
In het seizoen 2013/2014 promoveerde KCC in de zaal net niet naar de Korfbal League. Na het winnen van de 1e ronde van de play-offs tegen AW/DTV, verloor het de Hoofdklasse finale van KVS Maritiem, met 24-23. De herkansing tegen OVVO werd in drie wedstrijden verloren. Op het veld promoveerde KCC dat seizoen wel naar het hoogste niveau: de Ereklasse.
In het seizoen 2014/2015 plaatste KCC zich in de zaal wederom voor de play-offs maar verloor in de eerste ronde in drie wedstrijden van AW/DTV en plaatste zich niet voor de Hoofdklasse finale. Op het veld handhaafde KCC zich ten koste van KVS Maritiem zodat KCC ook in 2015/2016 op het hoogste veldniveau speelt.
In het seizoen 2015/2016 begon KCC de veldcompetitie met maar één nederlaag en overwinningen op o.a. grootmachten als Fortuna en Blauw Wit, waardoor KCC halverwege januari 2016 op een tweede plaats stond en zich na de zaal eenvoudig handhaafde. In 2015/2016 plaatste KCC zich na een wisselvallig zaalseizoen voor de derde keer op rij voor de play-offs. In de eerste ronde werd er met 2-1 verloren van TOP uit Arnemuiden. Daarmee plaatste KCC zich weer net niet voor de Hoofdklasse finale.
In het seizoen 2016/2017 promoveerde KCC in de zaal naar de Korfbal League door in de Hoofdklassefinale Avanti (P) te verslaan. Door deze overwinning kwam KCC in het seizoen 2017/2018 voor het eerst in haar geschiedenis uit op het hoogste niveau van Nederland: de Korfbal League.
In het seizoen 2017/2018 handhaafde KCC zich knap als debutant in de Korfbal League en hield Avanti (P) en DVO onder zich. Op het veld degradeerde de club van de Ereklasse naar de Hoofdklasse door een nederlaag tegen AW.DTV.
In het seizoen 2018/2019 werd KCC in de veldcompetitie kampioen van de Hoofdklasse door een overwinning op Groen Geel en promoveerde direct terug naar de Ereklasse. In de zaal degradeerde de ploeg na 2 jaar uit de Korfbal League terug naar de Hoofdklasse door een nederlaag in de play-offs tegen Tempo.
In het seizoen 2019/2020 speelde KCC op het veld in de Ereklasse en in de zaal in de Hoofdklasse. In de zaal werd KCC kampioen in de Hoofdklasse A. Door corona werden er geen play-offs gespeeld en promoveerde KCC na een besluit van de bond naar de Korfbal League. Op het veld werd de competitie niet afgemaakt en was er geen promotie en degradatie zodat KCC zich handhaafde in de Ereklasse.
In het seizoen 2020/2021 speelde corona nog steeds een grote rol. In de zaal speelde KCC een aangepast Korfbal League seizoen (12 ploegen en geen degradatie) en eindigde in de poule onderaan. KCC handhaafde zich ook op het veld in de Ereklasse doordat de competitie niet werd uitgespeeld.
In het seizoen 2021/2022 speelde KCC in de zaal een Korfbal League-seizoen in twee delen. In de degradatiepoule (2e fase) werd KCC 2e van de 6 ploegen en handhaafde zich direct in de Korfbal League. Op het veld speelde KCC in de Ereklasse.
In het seizoen 2022/2023 speelde KCC in de zaal in de Korfbal League. Daar werd de beste prestatie tot nu toe behaald met een 7e plaats. Bovendien had KCC met Bo Oppe (118 goals) de topscorer van de Korfbal League in de ploeg. Op het veld speelde KCC in de Ereklasse.
In het seizoen 2023/2024 speelt KCC in de zaal in de Korfbal League. Op het veld speelt KCC in de vernieuwde Ereklasse met 32 ploegen en plaatste zich voor de kampioenspoules na de zaal.

## Coaching
Zie hier een overzicht van de coaches van het eerste team van KCC:
| Periode    | Coaches                            | Prestaties                      |
| ---------- | ---------------------------------- | ------------------------------- |
| 2024- 2026 | Henno Ploeg & Arthur Carolus       |                                 |
| 2023-2024  | Wilrik Wassink & Henno Ploeg       |                                 |
| 2021-2023  | Wilrik Wassink & Robin Diepenhorst |                                 |
| 2019-2021  | Frits Wip                          | 2e promotie naar Korfbal League |
| 2018-2019  | Erik Wolsink                       |                                 |
| 2016-2018  | Richard van Vloten & Marc Verberk  | 1e promotie naar Korfbal League |
| 2013-2016  | Jan Bongers & Arthur Carolus       |                                 |
| 2010-2013  | Ton van der Laaken                 |                                 |
| 2008-2010  | Jan Tromp                          |                                 |
| 2007-2008  | Erwin van der Putten               |                                 |
| 2006-2007  | Jan de Jager                       |                                 |
| 2003-2006  | Eric Abbo                          |                                 |
| 2000-2003  | John Boogers                       |                                 |
| 1999-2000  | Eric van Viersen                   |                                 |